# جيمس لورانس
جيمس لورانس (بالإنجليزية: Jimmy Lawrence)‏ (16 فبراير 1885 غلاسكو المملكة المتحدة - 21 نوفمبر 1934 المملكة المتحدة) هو لاعب كرة قدم بريطاني سابق كان يلعب كحارس مرمى.